# منطقه توئن مون
منطقه توئن مون (به لاتین: Tuen Mun District) یکی از مناطق هجده‌گانه هنگ کنگ در چین است. منطقه توئن مون ۴۸۷٬۵۴۶ نفر جمعیت دارد.